# Eberhard Poppe
Eberhard Poppe (* 12. September 1931 in Wiesenburg; † 28. Dezember 2020 in Leipzig) war ein deutscher Rechtswissenschaftler. Seine Forschungsgebiete in der DDR waren Staatsrecht und Staatstheorie. In der DDR war er zuletzt Inhaber des Lehrstuhls Staatsrecht an der Universität Halle und Ordentliches Mitglied der Akademie der Wissenschaften (AdW). Von 1971 bis 1990 war er Abgeordneter der Volkskammer der DDR für den Kulturbund.
Poppe war von 1981 bis 1983 Ordentliches Mitglied und ab 1993 bis 1994 Korrespondierendes Mitglied der Sächsischen Akademie der Wissenschaften (SAW).

## Juristische Laufbahn
Eberhard Poppe wuchs in einer Angestelltenfamilie auf. 1950 legte er das Abitur ab. 1952 wurde er Mitglied der SED. Nach seinem Studium der Rechtswissenschaft an der Universität Leipzig bis 1954 wurde er ab 1955 Assistent/Oberassistent an der Juristischen Fakultät der Leipziger Karl-Marx-Universität und anschließend bis 1959 an der Martin-Luther-Universität Halle-Wittenberg (MLU) in Halle (Saale). Dort verteidigte er seine Doktorarbeit zur Volkssouveränität und Abgeordnetenstellung. Seine Habilitierung erfolgte 1963.
Zum 1. Oktober 1960 wurde Poppe mit der Wahrnehmung einer Dozentur für Staatsrecht an der Juristenfakultät in Halle beauftragt. Seit 1965 wirkte er als ordentlicher Professor für Verfassungstheorie und Staatsrecht an der MLU und zudem als Prorektor für Studienangelegenheiten sowie für Gesellschaftswissenschaften von 1968 bis 1970. Bei einer Tagung christlicher Persönlichkeiten in der Martin-Luther-Universität 1969 wies der Prorektor darauf hin, dass diese Veranstaltung ein überzeugendes Beispiel für die Praktizierung des Verfassungsgrundsatzes von der Gewissens- und Glaubensfreiheit darstelle.
In den Jahren 1971 bis 1977 war Poppe Rektor der Martin-Luther-Universität Halle-Wittenberg. Zusammen mit seinem Professoren-Kollegen auf dem Gebiet des Staatsrechts, Büchner-Uhder, setzte Poppe sich für die Stärkung des Verwaltungsrechts im Rechtssystem der DDR ein. Von seinem akademischen Kollegen Lieberwirth, einem emeritierten Professor für Rechtsgeschichte und Internationales Privatrecht an der Universität Halle-Wittenberg, wurde er in einem Interview 2007 gewürdigt als „... sehr beliebt ... unter den Studenten, auch weil er wissenschaftlich was geboten hat und auch mal eine Gegenmeinung hörte. Er war fair und hatte eine gute Art mit den Studenten umzugehen.“ Bei politischen Auseinandersetzungen mit Jura-Studenten im Jahr des Mauerbaus 1961 verhielt sich Poppe als Parteisekretär der SED-Parteiorganisation der Juristischen Fakultät nach damaligen Maßstäben fair und moderat, als eine Studierende des 3. Studienjahrs äußerte, sie sei nicht bereit, „die Kugeln zu drehen, die auf ihre Angehörigen in Westdeutschland abgeschossen werden könnten,“ ließ er es mit einer Aussprache zusammen mit dem noch amtierenden Dekan Leschkas bewenden, zumal sich die Jura-Studentin nachträglich verpflichtete, die verlangte Zustimmungserklärung „zur Verteidigung unserer sozialistischen Republik“ zu unterschreiben. Poppe wurde zu Beginn der politischen Wende in der DDR zusammen mit einem seiner Studienfreunde von der Leipziger Universität, Gregor Schirmer, in die am 18. November 1989 gebildete Zeitweilige Kommission der Volkskammer zur Änderung und Ergänzung der DDR-Verfassung von der Kulturbund-Fraktion entsandt, In der Hallenser Universitäts-Zeitung verlangte Poppe Ende November 1989 den Rücktritt der Volkskammer.
Eberhard Poppe gilt als einer der bedeutendsten Staatsrechtler der DDR. 1990 wurde Poppe im Zusammenhang mit der Abwicklung der Sektion Staats- und Rechtswissenschaft an der MLU als Professor in den Ruhestand versetzt, blieb aber weiterhin wissenschaftlich aktiv. Als Korrespondierendes Mitglied der Sächsischen Akademie der Wissenschaften (SAW) arbeitete er zum Thema „Die verfassungsrechtliche Stellung des Freistaates Sachsen als Bundesland“ und trug seine Ergebnisse auf der Dezember-Sitzung der Philogisch-Historischen Klasse in der SAW 1991 vor.

## Ehrenamtliche (gesellschaftliche) Tätigkeit
Poppe war Mitglied des Präsidialrates des Kulturbundes der DDR (KB) seit 1971. Seit Gründung eines DDR-Komitees für europäische Sicherheit am 24. März 1970 in Berlin war der Staatsrechtler Poppe in diesem Gremium Mitglied wie auch der Völkerrechtler Reintanz ebenfalls von der Martin-Luther-Universität Halle-Wittenberg. Er gehörte ab 1971 als Abgeordneter der Volkskammer zur Fraktion des KB und war Mitglied des Verfassungs- und Rechtsausschusses. Während der politischen Wende setzte sich Eberhard Poppe in der Volkskammer als Abgeordneter und Vertreter des Verfassungs- und Rechtsausschusses für die strikte Gewährleistung der Meinungs-, Informations- und Medienfreiheit ein und ihre detaillierte Regelung in einem künftig zu verabschiedenden Mediengesetz. Bereits 1976 wurde Poppe stellvertretender Vorsitzender der Interparlamentarischen Gruppe der DDR (IPG) und sprach sich als Vertreter der IPG der DDR auf der 1989 in London stattgefundenen Konferenz der Interparlamentarischen Union (IPU) für die Schaffung einer internationalen Weltraumorganisation im Rahmen des UNO-Systems aus; 1972 wurde Poppe Korrespondierendes Mitglied und 1975 Ordentliches Mitglied der Akademie der Wissenschaften der DDR (AdW); 1973 wurde Poppe Mitglied im Rat für staats- und rechtswissenschaftliche Forschung der DDR. Gelegentlich nahm Poppe am Professorenkollegium des Berliner Rundfunks teil und diskutierte als Staatsrechtler in der Sendung mit. Der Hallenser Staatsrechtler Poppe referierte zusammen mit seinem Professoren-Kollegen, dem Hallenser Völkerrechtler Reintanz, 1976 auf einer Seminartagung der Christlichen Friedenskonferenz (CFK) zu Fragen der Bürger- und Menschenrechte, insbesondere zu den Rechten auf Versammlungsfreiheit und freie Meinungsäußerung, der Freiheit von Presse, Rundfunk und Fernsehen in der DDR, unter Beachtung der UN-Bürgerrechtskonvention sowie der UN-Sozialkonvention.

## Dienstreisen (Auswahl)
Er nahm am Bergedorfer Gesprächskreis zum Thema „10 Jahre Helsinki – die Herausforderung bleibt“ in der Bad Godesberger Redoute im Jahre 1985 teil. MLU-Rektor Poppe wurde 1975 in den Verwaltungsrat der Internationalen Assoziation der Universitäten (International Association of Universities, IAU), als Vollmitglied gewählt und gehörte ihm bis 1980 an.
Poppe weilte mit Karl-Heinz Röder  vom 16. Oktober bis 3. November 1989 zu einem Studienaufenthalt in den USA. Die Reise kam durch Vermittlung des damaligen Botschafters der USA in Ostberlin, Richard Clark Barkley auf Einladung der United States Information Agency (USIA), zustande. Poppe und Röder wurden u. a. vom ehemaligen Präsidenten (Chief Justice) des US Supreme Court, Warren E. Burger, der Politikwissenschaftlerin Catherine Rudder und dem damaligen Gouverneur von Arkansas und späterem US-Präsidenten Bill Clinton empfangen, der beiden Rechtswissenschaftlern den Ehrentitel eines „Arkansas Traveler“ verlieh, womit ihnen die Ehre erteilt wurde, als Botschafter des guten Willens des US-Bundesstaates Arkansas aufzutreten. Poppe und Röder gaben der Arkansas Gazette ein Interview zur Frage der sich unmittelbar abzeichnenden friedlichen Revolution in der DDR. Vom Chefredakteur der Tageszeitung Arkansas Gazette John Hanchette befragt, ob es nicht offensichtlich sei, dass die Ostdeutschen ihr Land verlassen, weil sie mehr Freiheit wollen, antwortete Poppe: „Wir sind natürlich nicht glücklich, dass Zehntausende Menschen die DDR verlassen, die Gründe sind sehr komplex. Es ist nicht nur ein Ruf nach mehr Freiheit, es ist der Wunsch nach einem besseren sozialen Leben mit mehr Konsumgütern …“.
Eine der letzten Dienstreisen führten 1990 Poppe als Verfassungsrechtler der Sektion Rechtswissenschaft, ehemals Sektion Staats- und Rechtswissenschaft, an der Martin-Luther-Universität Halle-Wittenberg nach Japan. Dort nahm er an einer internationalen Konferenz über Grund- und Menschenrechte teil. Sie wurde vom 21. bis 23. September 1990 veranstaltet. Im Januarheft 1991 der Fachzeitschrift Staat und Recht berichtete Poppe darüber. Schlussendlich war es ihm wichtig, der Leserschaft mitzuteilen, dass er in einem ausführlichen Interview mit dem japanischen auflagenstärksten Nachrichtenmagazin bei der durchführenden Journalistin die Freude darüber bemerkte, dass die Einheit Deutschlands „den internationalen Entspannungsprozess  bereichern und stabilisieren“ werde.
Im Interview und auch schon in der Konferenzdiskussion, den Pausengesprächen sowie bei den Empfängen wollte Poppe als „Tenor“  „die Frage und Besorgnis“ herausgehört haben, „ob durch die Vereinigung für das wirtschaftlich starke Deutschland der Weg zur politischen Großmacht vorgezeichnet sei.“ Poppe war auch Teilnehmer der von der „Japanischen Vereinigung für vergleichendes Verfassungsrecht“, angebotenen dreitägigen Exkursion nach Hiroshima und Kioto, wobei der Einlader die gesamten Reise- und Aufenthaltskosten übernahm. Er würdigte besonders die Gastlichkeit und die Betreuung durch die japanischen Fachkollegen.

## Persönliches
In seiner Eigenschaft als SED-Parteisekretär von 1959 bis 1964 hatte Poppe nach dem Bau der Berliner Mauer 1961 einen Stimmungsbericht der „Leitung der SED-Parteiorganisation der Juristischen Fakultät“ für die Universitätsparteileitung zu verfassen. Zu den von ihm im Bericht aufgeführten Selbstverpflichtungen der „Genossen und Kollegen“ Rechtswissenschaftler gehörte es, Mitglied in der Kampfgruppe der Universität Halle zu werden sowie zusätzliche Beiträge u. a. zur „Westberlinfrage“ für DDR-Fachzeitschriften zu verfassen und zu den von den Studierenden abverlangten Verpflichtungen zählte, ihre Bereitschaft zur Verteidigung der DDR zu erklären. Eine Jura-Studentin (Jahrgang 1940) des 3. Studienjahres 1961/62 wurde namentlich erwähnt, da sie bei der Diskussion zur Abgabe dieser Verpflichtungserklärung vorbrachte, sie sei nicht bereit, „die Kugeln zu drehen, die auf ihre Angehörigen in Westdeutschland abgeschossen werden könnten.“ Poppe rechnete es sich in dem von ihm als Parteisekretär unterschrieben Bericht an, zusammen mit dem Dekan der Juristenfakultät, Lekschas, erreicht zu haben, dass diese Studentin nach „längeren Auseinandersetzungen“ es „für richtig“ hielt, „die Verpflichtungserklärung zu unterschreiben und als guter Deutscher zu handeln“.
Sein Professorenkollege Rolf Lieberwirth schätzte ihn besonders, da sich „Magnifizenz Poppe persönlich und erfolgreich“ bei auftretenden Problemen „einschaltete“, auch wenn es um Nichtgenossen ging. Überdies war Poppe „fachlich allgemein anerkannt“ und bei den Studierenden der Martin-Luther-Universität in Halle (Saale) „wegen seiner umgänglichen Art“ sehr beliebt, „auch weil er wissenschaftlich was geboten hat und auch mal eine Gegenmeinung hörte.“ Der Rechtshistoriker Michael Stolleis nannte auf einer Akademievorlesung am 5. März 2009 in der Berlin-Brandenburgischen Akademie der Wissenschaften zum Staatsrecht in der ehemaligen DDR u. a. Eberhard Poppe und hob hervor, dass dieser von den „sozialistischen“ Lehrkräften „im öffentlichen Recht“  einflussreich war.
Poppe zog nach seinem Ruhestand 1990 ins Fränkische, das er erstmals als Schulkind kennengelernt hatte. Aus der Ehe mit Traude Poppe ging der gemeinsame Sohn, Stefan Poppe (* 1956) hervor. Dieser war Dozent an der damaligen Karl-Marx-Universität in Leipzig auf dem Gebiet des Verwaltungsrechts.
Im Sommer 2018, mittlerweile fortschreitend an Parkinson erkrankt, zog Poppe zurück zu seinem Sohn nach Leipzig, wo er 40 Jahre seinen Lebensmittelpunkt hatte und verbrachte noch einige Jahre in einem Pflegeheim. Nach einer Corona-Infektion verstarb er im Alter von 89 Jahren.

## Auszeichnungen und Ehrungen
- 1968: Dr.-Theodor-Neubauer-Medaille in Gold[41]
- 1969 und 1974: Vaterländischer Verdienstorden
- 1984: Karl-Marx-Orden[42]
- 1981: Ordentliches Mitglied der Sächsischen Akademie der Wissenschaften, Philologisch-historische Klasse (Zuwahl am 9. Oktober 1981) bis 30. Juni 1993, Korrespondierendes Mitglied vom 1. Juli 1993 bis 15. Juli 1994 (Ausgeschieden)[43]
- Ihm wurde die Ehrendoktorwürde eines Dr. jur. h. c. durch die Universität Bratislava verliehen.

## Veröffentlichungen
- Mensch und Bildung in der DDR. Berlin 1965.
- Zur Stellung des sozialistischen Verwaltungsrechts im Rechtssystem der DDR. Mitverfasser: Willi Büchner-Uhder (1928–2003) und Rudolf Hieblinger (1924–2009). In: Staat und Recht.[44] 22. Jahrgang (1973), S. 1346–1353.
- Verwaltungsrecht. Lehrbuch. Mitverfasser [Autorenkollektiv, Gesamtredaktion Willi Büchner Uhder u. a.], Berlin 1979; DNB 800229827
- Die „Allgemeine Erklärung der Menschenrechte“ in der Gegenwart. 1979.
- Grundrechte des Bürgers in der sozialistischen Gesellschaft. 1980.
- Zum Gesetz über die Kollegien der Rechtsanwälte in der DDR. Bericht des Verfassung- und Rechtsausschusses an die Volkskammer. 1981[45]
- Karl Marx und die Menschenrechte heute. In: Karl-Heinz Röder (Hrsg.): Karl Marx und die politische Theorie der Gegenwart. Staatsverlag, Ost-Berlin, S. 81ff.
- Der Bürger im Verwaltungsrecht der DDR, Berlin 1984; DNB 850074002
- Universalität der Menschenrechte – Idee und Realität. 1985.
- Arthur Baumgarten zum 100. Geburtstag. (Mitautor: Wolfgang Weichelt) 1985, DNB 850632277.
- Menschenrechte im Wandel, Berlin 1988, ISBN 978-3-05-000588-1
- Menschenrechte – im Streit und Dialog. (Vortrag vor dem Plenum der Akademie der Wissenschaften der DDR am 17. November 1988), 1989
- Das Rechtssystem der USA – Impressionen von einer Studienreise. In: Neue Justiz. (NJ) 1990, S. 119–120.
- Die verfassungsrechtliche Stellung des Freistaates Sachsen als Bundesland.[46] ISBN 3-05-002244-2.